# Výklenková kaple (Zbraslav)
Výklenková kaple (Adamova kaplička) na Zbraslavi v Praze stojí na rozcestí v ose ulice U Klubovny. Je chráněna jako nemovitá kulturní památka České republiky.

## Historie
Výklenková kaple pochází z počátku 20. století a byla postavena nákladem rodiny Adamovy. Je nově opravena.

## Popis
Kaple je vzadu mírně zalomena. Její stěny členění vpadlá pole. Čelní stěnu ukončuje obdélná atika s římsou a soklem s křížkem.
Nika kaple je sklenuta konchou. Má půlkruhový pas a lemují ji anelované pilastry s římsovými hlavicemi, které nesou profilovanou archivoltu. Niku uzavírá kovaná neorenesanční mříž; za ní je sádrová socha Panny Marie s Ježíškem na ruce.